# サガミックス
サガミックス (Sagamix) はフランス（のちにアラブ首長国連邦）の競走馬。1998年の凱旋門賞優勝馬。G1は1勝だけだが、他にG2も1勝している。

## 経歴
1998年3月にデビューすると無傷の4連勝で凱旋門賞に勝利した。サガミックスが勝った凱旋門賞は、レッジェーラ、タイガーヒル、クロコルージュ、カイタノ、ハイライズ、ドリームウェルらがゴール前で横並びになる大接戦で、優勝馬であるサガミックスのインターナショナル・クラシフィケーションにおける評価は、それまで過去最低の凱旋門賞とされていた1993年の凱旋門賞の2着馬ホワイトマズルよりも更に1ポンド低い126ポンドだった。
凱旋門賞後も2000年まで現役を続けたが、引退まで5馬身差から17馬身差の大敗が続いた。
引退後は種牡馬として生活していて、2014年にコリーダ賞(G2)を勝利したシルジャンズサガを輩出している。
"A Century of Champions" におけるサガミックスの評価は「下位レベルの凱旋門賞馬」である。
主戦騎手だったオリビエ・ペリエは「感情を表に出さない馬だった」と語っている。

## 血統表
| サガミックスの血統（リファール系／アウトクロス） | サガミックスの血統（リファール系／アウトクロス） | サガミックスの血統（リファール系／アウトクロス） | （血統表の出典）       | （血統表の出典） |
| 父 Linamix 1987 芦毛                             | 父の父*メンデス Mendez 1981 芦毛                 | *ベリファ                                        | Lyphard                | Lyphard          |
| 父 Linamix 1987 芦毛                             | 父の父*メンデス Mendez 1981 芦毛                 | *ベリファ                                        | Belga                  |                  |
| 父 Linamix 1987 芦毛                             | 父の父*メンデス Mendez 1981 芦毛                 | Miss Carina                                      | Caro                   | Caro             |
| 父 Linamix 1987 芦毛                             | 父の父*メンデス Mendez 1981 芦毛                 | Miss Carina                                      | Miss Pia               |                  |
| 父 Linamix 1987 芦毛                             | 父の母Lunadix 1972 芦毛                          | Breton                                           | Relko                  | Relko            |
| 父 Linamix 1987 芦毛                             | 父の母Lunadix 1972 芦毛                          | Breton                                           | La Melba               |                  |
| 父 Linamix 1987 芦毛                             | 父の母Lunadix 1972 芦毛                          | Lutine                                           | Alcide                 | Alcide           |
| 父 Linamix 1987 芦毛                             | 父の母Lunadix 1972 芦毛                          | Lutine                                           | Mona                   |                  |
| 母 Saganeca 1988 黒鹿毛                          | 母の父Sagace 1980 鹿毛                           | Luthier                                          | Klairon                | Klairon          |
| 母 Saganeca 1988 黒鹿毛                          | 母の父Sagace 1980 鹿毛                           | Luthier                                          | Flute Enchantee        |                  |
| 母 Saganeca 1988 黒鹿毛                          | 母の父Sagace 1980 鹿毛                           | Seneca                                           | Chaparral              | Chaparral        |
| 母 Saganeca 1988 黒鹿毛                          | 母の父Sagace 1980 鹿毛                           | Seneca                                           | Schonbrunn             |                  |
| 母 Saganeca 1988 黒鹿毛                          | 母の母Haglette 1978 鹿毛                         | Hagley                                           | Olden Times            | Olden Times      |
| 母 Saganeca 1988 黒鹿毛                          | 母の母Haglette 1978 鹿毛                         | Hagley                                           | Teo Pepi               |                  |
| 母 Saganeca 1988 黒鹿毛                          | 母の母Haglette 1978 鹿毛                         | Sucrette                                         | *ズクロ                | *ズクロ          |
| 母 Saganeca 1988 黒鹿毛                          | 母の母Haglette 1978 鹿毛                         | Sucrette                                         | La Mirambule F-No.11-d |                  |

- 半弟：Sagacity（2000年クリテリウムドサンクルー）
- 甥：Sageburg（2008年イスパーン賞）、Japan（2019年パリ大賞典・インターナショナルステークス）
- 姪：Sagawara（2012年サンタラリ賞）